# Christina Clemons
Christina Clemons, z d. Manning (ur. 29 maja 1990) – amerykańska lekkoatletka specjalizująca się w sprinterskich biegach przez płotki.
W 2011 startowała na uniwersjadzie w Shenzhen, podczas której zdobyła brąz w biegu na 100 metrów przez płotki, a wraz z koleżankami ze sztafety 4 × 100 metrów sięgnęła po srebro. Sześć lat później w mistrzostwach świata w Londynie w finale sprinterskiego biegu płotkarskiego zajęła piąte miejsce.
Medalistka mistrzostw Stanów Zjednoczonych. Stawała na najwyższym stopniu podium czempionatu NCAA.

## Osiągnięcia
| Rok  | Impreza                   | Miejsce    | Konkurencja                     | Lokata     | Wynik |
| ---- | ------------------------- | ---------- | ------------------------------- | ---------- | ----- |
| 2011 | Uniwersjada               | Shenzhen   | bieg na 100 metrów przez płotki | 3. miejsce | 13,17 |
| 2011 | Uniwersjada               | Shenzhen   | sztafeta 4 × 100 metrów         | 2. miejsce | 43,48 |
| 2017 | Mistrzostwa świata        | Londyn     | bieg na 100 metrów przez płotki | 5. miejsce | 12,74 |
| 2018 | Halowe mistrzostwa świata | Birmingham | bieg na 60 metrów przez płotki  | 2. miejsce | 7,79  |
| 2024 | Halowe mistrzostwa świata | Glasgow    | bieg na 60 metrów przez płotki  | półfinał   | 7,99  |
| 2025 | Halowe mistrzostwa świata | Nankin     | bieg na 60 metrów przez płotki  | 7. miejsce | 8,03  |

## Rekordy życiowe
- Bieg na 60 metrów przez płotki (hala) – 7,73 (2018)
- Bieg na 100 metrów przez płotki – 12,54 (2017)